# Ademlucht
Ademlucht (vroeger perslucht genoemd) is samengeperste lucht, geschikt voor gebruik in een ademluchttoestel. Ademlucht wordt gebruikt door onder anderen duikers en brandweerlieden.
Ademlucht is samengeperste lucht, geschikt voor gebruik in een ademluchttoestel. Als ademlucht wordt het mengsel bedoeld dat beschreven staat onder "Breathing gas" in de Europese normering (EN-norm), vb EN 14153-1:2002 / 3.5. Ademlucht bevat 21% zuurstofgas, 78% stikstofgas en 1% overige gassen, waaronder argon en koolstofdioxide.
De benamingen perslucht en ademlucht werden vroeger door elkaar gebruikt. Om verwarring te voorkomen hebben ze nu allebei hun eigen betekenis. Perslucht is samengeperste mogelijk vervuilde lucht, en wordt onder andere gebruikt om onderdelen mee schoon te blazen, banden mee op te pompen, en motoren mee aan te drijven.